# The Art of Doing Nothing
The Art of Doing Nothing è il quarto album in studio da solista del cantante inglese Mark Owen, già membro dei Take That. Il disco è uscito nel 2013.

## Tracce
1. Giveaway – 4:09
2. The One – 4:05
3. Stars – 4:04
4. Carnival – 3:50
5. Animals – 4:26
6. Us and Ours – 4:42
7. Heaven's Falling (featuring Jake Emlyn) – 5:45
8. Raven – 4:12
9. S.A.D. (featuring Ren Harvieu) – 4:55
10. End of Everything – 5:09